# 169078 Chuckshaw
169078 Chuckshaw este un asteroid din centura principală de asteroizi.

## Descriere
169078 Chuckshaw este un asteroid din centura principală de asteroizi. A fost descoperit pe 23 aprilie 2001 la Kanab de Edwin E. Sheridan. Asteroidul prezintă o orbită caracterizată de o semiaxă mare de 2,61 ua, o excentricitate de 0,20 și o înclinație de 14,4° în raport cu ecliptica.